# Artistique-Weltmeisterschaft 1983

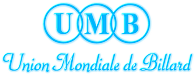
Logo UMB (ausrichtender Verband)

Veranstaltungsort:
St. Maur

Die Billard-Artistique-Weltmeisterschaft 1983 war das 13. Turnier in dieser Disziplin des Karambolagebillards und fand vom 3. bis zum 6. März 1983 in St. Maur statt. Es war die sechste Artistique-WM in Frankreich.

## Geschichte
Mit einer neuen Weltrekordpunktezahl von 330 (66 % der möglichen Punkte) sicherte sich der Lütticher Léo Corin seinen vierten WM-Titel im Billard-Artistique vor dem Ex-Weltmeister Ricardo Fernández aus Spanien. Erstmals qualifizierte sich auch ein Teilnehmer aus Mexiko für die Weltmeisterschaft. Roberto Rojas wurde dann auch auf Anhieb Dritter.

## Modus
Gespielt wurden 76 verschiedene Figuren mit verschiedenen Punktewertungen. Jeder Teilnehmer hatte pro Figur drei Versuche. Die maximale Punktzahl betrug 500 Punkte.

Gewertet wurde wie folgt:
1. Punkte = Erzielte Punkte
2. Versuche = Anzahl der gespielten Versuche
3. gelöste Figuren = gelöste Figuren
4. HS = Punkte der nacheinander gelösten Figuren

## Abschlusstabelle
| Platz                        | Name                 | Punkte | Versuche | gel. Figuren | HS |
| ---------------------------- | -------------------- | ------ | -------- | ------------ | -- |
| 1                            | Léo Corin            | 330    | 155      | 53           | 70 |
| 2                            | Ricardo Fernández    | 293    | 177      | 47           | 62 |
| 3                            | Roberto Rojas        | 275    | 180      | 45           | 57 |
| 4                            | Raymond Steylaerts   | 259    | 174      | 40           | 33 |
| 5                            | Jean Bessems         | 233    | 174      | 40           | 27 |
| 6                            | Gert Tiedtke         | 233    | 183      | 39           | 52 |
| 7                            | Yannick Despierre    | 233    | 186      | 37           | 29 |
| 8                            | Maurice Coyret       | 216    | 182      | 38           | 24 |
| 9                            | Giuseppe Tomsich     | 190    | 187      | 34           | 31 |
| 10                           | Heinrich Weingartner | 190    | 196      | 33           | 34 |
| Turnierdurchschnitt: 49,02 % |                      |        |          |              |    |